# Derris thothathrii
Derris thothathrii là một loài thực vật có hoa trong họ Đậu. Loài này được Bennet miêu tả khoa học đầu tiên.